# Kent Johansson (Eishockeyspieler)
Kent Johansson (* 13. April 1956 in Katrineholm) ist ein ehemaliger schwedischer Eishockeyspieler und -trainer. Johansson gewann als aktiver Spieler mit Djurgårdens IF zwei schwedische Meistertitel und errang mit dem HC Lugano dreimal in Folge die Schweizer Meisterschaft. Nach seinem Karriereende als professioneller Spieler wurde er als Cheftrainer tätig, wo er im Jahr 2008 mit dem Gewinn der schwedischen Meisterschaft als Trainer des HV71 seinen größten Erfolg erreichte.
Sein Bruder Mikael Johansson spielte ebenfalls erfolgreich Eishockey in Schweden und der Schweiz.

## Karriere

### Als Spieler
Johansson spielte zunächst während seiner Juniorenzeit beim Huddinge IK, für dessen erste Mannschaft er in der Spielzeit 1973/74 in der zweitklassigen Division 2 debütierte. In den folgenden Jahren, in denen der Stürmer mit dem Klub nach dem Aufstieg 1975 vorwiegend in der höchsten Liga, der Division 1, spielte, wurde er eine feste Größe im Verein und entwickelte sich zu einem der erfolgreichsten Scorer der Liga. Zur Saison 1982/83 erfolgte der Wechsel zu Djurgårdens IF in die Elitserien. Dort verweilte er lediglich ein Jahr, gewann aber mit dem Verein die schwedische Meisterschaft.
Daraufhin verließ der Center seine Heimat und schloss sich dem Schweizer Spitzenclub HC Lugano an und wurde in den folgenden Jahren Teil des Grande Lugano, mit dem er unter Trainer John Slettvoll dreimal in Folge die Schweizer Meisterschaft gewann. Die Saison 1984/85 beendete er mit 57 Toren als erfolgreichster Torschütze der Nationalliga A und belegte ligaweit Platz drei in der Topscorerliste. In den Playoffs 1986 und 1987 gelang Johansson jeweils das entscheidende Tor zum Titelgewinn. In der Saison 1987/88 fungierte Johansson als Mannschaftskapitän der Tessiner. Nach einer weiteren Saison im Trikot der Luganesi kehrte der Stürmer in seine Heimat zu Djurgårdens IF zurück; mit dem Club errang er einen weiteren schwedischen Meistertitel. Seine aktive Karriere ließ er bei seinem Jugendverein Huddinge IK ausklingen.

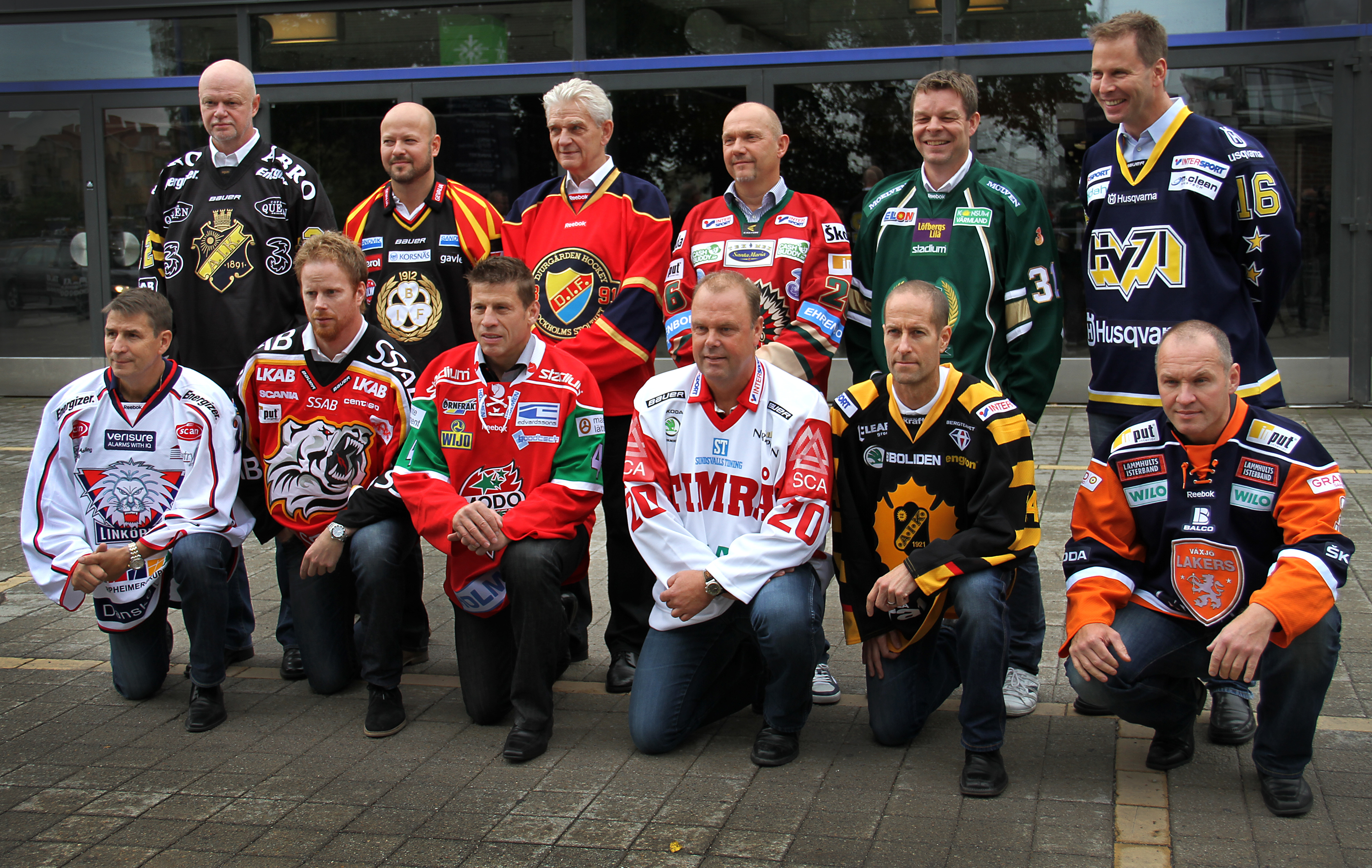
Johansson (hintere Reihe, 3. v. r.) mit den Cheftrainern der Elitserien-Klubs, 2011

#### International
Für Schweden nahm Johansson an den Weltmeisterschaften 1983 in der Bundesrepublik Deutschland und 1985 in der tschechoslowakischen Landeshauptstadt Prag teil. Insgesamt absolvierte er 20 WM-Spiele, in denen er fünf Tore und zwei Assists erzielte. Außerdem erhielt er sechs Strafminuten. Im Rahmen der parallel ausgetragenen Europameisterschaft gewann er im Jahr 1983 die Bronzemedaille. Bei den Weltmeisterschaftsturnieren platzierte sich die Tre Kronor außerhalb der Medaillenränge.

### Als Trainer
Nach seinem Karriereende als aktiver Spieler wurde Johansson als Trainer tätig. Zunächst übernahm er in der Saison 1994/95 den Cheftrainerposten bei seinem Jugendverein Huddinge IK. Zur folgenden Spielzeit wechselte er zum Ligakonkurrenten Södertälje SK, nachdem er kurze Zeit als Assistenztrainer der Schweizer Nationalmannschaft unter seinem Landsmann Hardy Nilsson tätig gewesen war. Für die Saison 1998/99 wurde er vom italienischen Erstligisten HC Bozen engagiert, mit dem er am Saisonende die Vizemeisterschaft erreichte.
Anschließend zog es den Schweden zurück in seine Heimat, wo er den Zweitligisten IK Nyköpings NH 90 übernahm. Nachdem er dort zwei Jahre verweilt hatte, nahm er ein Angebot seines Ex-Vereins Djurgårdens IF an, um dort als Cheftrainer zu wirken. Dieses Engagement verlief nicht zufriedenstellend, in den Playoff-Viertelfinals erfolgte das Ausscheiden aus dem Wettbewerb. Anschließend stand Johansson die folgenden fünf Saisons beim Timrå IK hinter der Bande.
Bei seinem darauffolgenden Verein, dem HV71, gewann er mit dem Team im Jahr 2008 die schwedische Meisterschaft und wurde mit dem Årets Coach als Schwedens Trainer des Jahres ausgezeichnet. Für die Saison 2009/10 wurde er vom HC Lugano verpflichtet, mit dem er als Spieler große Erfolge hatte feiern können. In seiner einzigen Saison als Cheftrainer der Tessiner wurde er bereits im Januar 2010 nach einer Serie von fünf Niederlagen in Folge seines Amtes enthoben, sein Nachfolger in Lugano wurde der Franzose Philippe Bozon. Es folgte eine weitere Rückkehr nach Schweden. Dort agierte Johansson zunächst drei Jahre als Cheftrainer des Frölunda HC und danach – ab November 2013 – vier Saisons beim Örebro HK, wobei er im Verlauf der Spielzeit 2016/17 – nach einem schwachen Saisonstart im Oktober 2016 – als Cheftrainer zurücktrat.

## Erfolge und Auszeichnungen
| - 1975 Aufstieg in die Division 1 mit dem Huddinge IK - 1983 Schwedischer Meister mit Djurgårdens IF - 1985 Bester Torschütze der Nationalliga A - 1986 Schweizer Meister mit dem HC Lugano - 1987 Schweizer Meister mit dem HC Lugano | - 1988 Schweizer Meister mit dem HC Lugano - 1990 Schwedischer Meister mit Djurgårdens IF - 1999 Italienischer Vizemeister mit dem HC Bozen (als Cheftrainer) - 2008 Schwedischer Meister mit HV71 (als Cheftrainer) - 2008 Årets Coach |

### International
- 1983 Bronzemedaille bei der Europameisterschaft

## Karrierestatistik

### International
Vertrat Schweden bei:
- Weltmeisterschaft 1983
- Weltmeisterschaft 1985

(Legende zur Spielerstatistik: Sp oder GP = absolvierte Spiele; T oder G = erzielte Tore; V oder A = erzielte Assists; Pkt oder Pts = erzielte Scorerpunkte; SM oder PIM = erhaltene Strafminuten; +/− = Plus/Minus-Bilanz; PP = erzielte Überzahltore; SH = erzielte Unterzahltore; GW = erzielte Siegtore; 1 Play-downs/Relegation; Kursiv: Statistik nicht vollständig)